# بخش نظام‌آباد
بخش نظام‌آباد (به انگلیسی: Nizamabad district) یک سکونتگاه مسکونی در هند است که در آندرا پرادش واقع شده‌است.

## خصوصیات
بخش نظام‌آباد ۷٬۹۵۶ کیلومترمربع مساحت و ۲٬۵۵۲٬۰۷۳ نفر جمعیت دارد.